# Marina Blanco Casco
María de los Ángeles Marina Blanco Casco (San Pablo Xochimehuacan, Puebla, 15 de febrero de 1961) es una política mexicana, militante del Partido Revolucionario Institucional (PRI). Entre varios cargos públicos, ha sido en dos ocasiones diputada federal.

## Biografía
Realizó sus estudios de primaria en la escuela «República Española» de 1967 a 1973 y los de secundaria y la carrera magisterial en el Benemérito Instituto Normal del Estado «Gral. Juan Crisóstomo Bonilla» de 1973 a 1980, además tiene estudios hasta quinto semestre de la licenciatura en Psicología  en la Benemérita Universidad Autónoma de Puebla (BUAP). Se ha distinguido por su participación en varios concursos de oratoria, donde ha obtenido varios triunfos.
Miembro de PRI, en 1981 fue coordinara de Acción Femenil del Movimiento Estatal de la Juventud Revolucionaria y en 1981 fue secretaria de Finanzas de la Liga de Comunidades Agrarias y Sindicatos Campesinos, sección en Puebla de la Confederación Nacional Campesina (CNC); en esta organización fue además coordinadora de los cursos de educación y capacitación para la mujer en el estado en 1982, secretaria de Acción Educativa de 1982 a 1984, y secretaria de Acción Femenil de la CNC de 1984 a 1987.
Paralelamente fue también delegada del partido en Tecali de Herrera en 1982 y subdelegada en San Martín Texmelucan en 1983, mismo año en que fue representante de la CNC en la campaña a la presidencia municipal de Puebla de Zaragoza de Jorge Murad Macluf. En 1984 fue presidenta del Comité de Defensa de la Economía Popular del sector campesino, y en 1985 fue elegida diputada federal suplente por el Distrito 14 de Puebla a la LIII Legislatura que tuvo término en 1988 y en la que fue diputado propietario José Manuel López Arroyo, sin llegar a ejercer nunca el cargo. De 1984 a 1987 fue también regidora suplente al ayuntamiento de Puebla presidido por Jorge Murad Macluf y Amado Camarillo Sánchez.
En 1988 fue la primera mujer en ser elegida secretaria general de la Liga de Comunidades Agrarias y Sindicados Campesinos de Puebla y el mismo año fue también elegida diputada federal por el Distrito 14 de Puebla a la LIV Legislatura que terminó en 1991. En esta legislatura fue integrante de las comisiones de Agricultura y Recursos Hidráulicos; de Gestoría y Quejas, de Asentamientos Humanos y Obras Públicas; y, de Programación y Presupuesto; participó también en la Comisión Permanente y en la comisión nacional política de la Cámara. 
Al terminar dicho cargo, de 1991 a 1992 fue directora de área en la subsecretaría de Desarrollo Regional de la Secretaría de Desarrollo Social (SEDESOL), de 1992 a 1993 fue coordinadora de foros de capación para productores del gobierno de Puebla y de 1994 a 1997 fue secretaria de Acción Educativa del comité nacional de la CNC. De 1994 a 1997 fue también por segunda ocasión diputada federal, esta vez por el Distrito 7 de Puebla a la LVI Legislatura. De octubre de 1997 a febrero de 1999 fue subsecretaria de Desarrollo Social de la secretaría de Finanzas de Puebla por nombramiento del gobernador Manuel Bartlett Díaz.
Fue también directora de Operación de Programas de Atención a la Mujer Indígena, Rural y Urbana del Instituto Poblano de las Mujeres. De 2008 a 2011, en el gobierno de Mario Marín Torres, fue directora general del Instituto de Artesanías e Industrias Populares del Estado de Puebla, cargo en el que fue acusada no haber comprobado el uso de fondos públicos, y el 24 de julio de 2021 fue elegida por segunda ocasión secretaria general de la CNC en Puebla.